# Lidón
Pour les articles homonymes, voir Lidon (homonymie).
Lidón est une commune d’Espagne, dans la province de Teruel, communauté autonome d'Aragon comarque de Teruel.

## Démographie
En 2022, elle comptait 53 habitants sur une superficie de 40,54 km².